# Calathea ovandensis
Calathea ovandensis är en strimbladsväxtart som beskrevs av Eizi Matuda. Calathea ovandensis ingår i släktet Calathea och familjen strimbladsväxter. Inga underarter finns listade.